# Carthagena

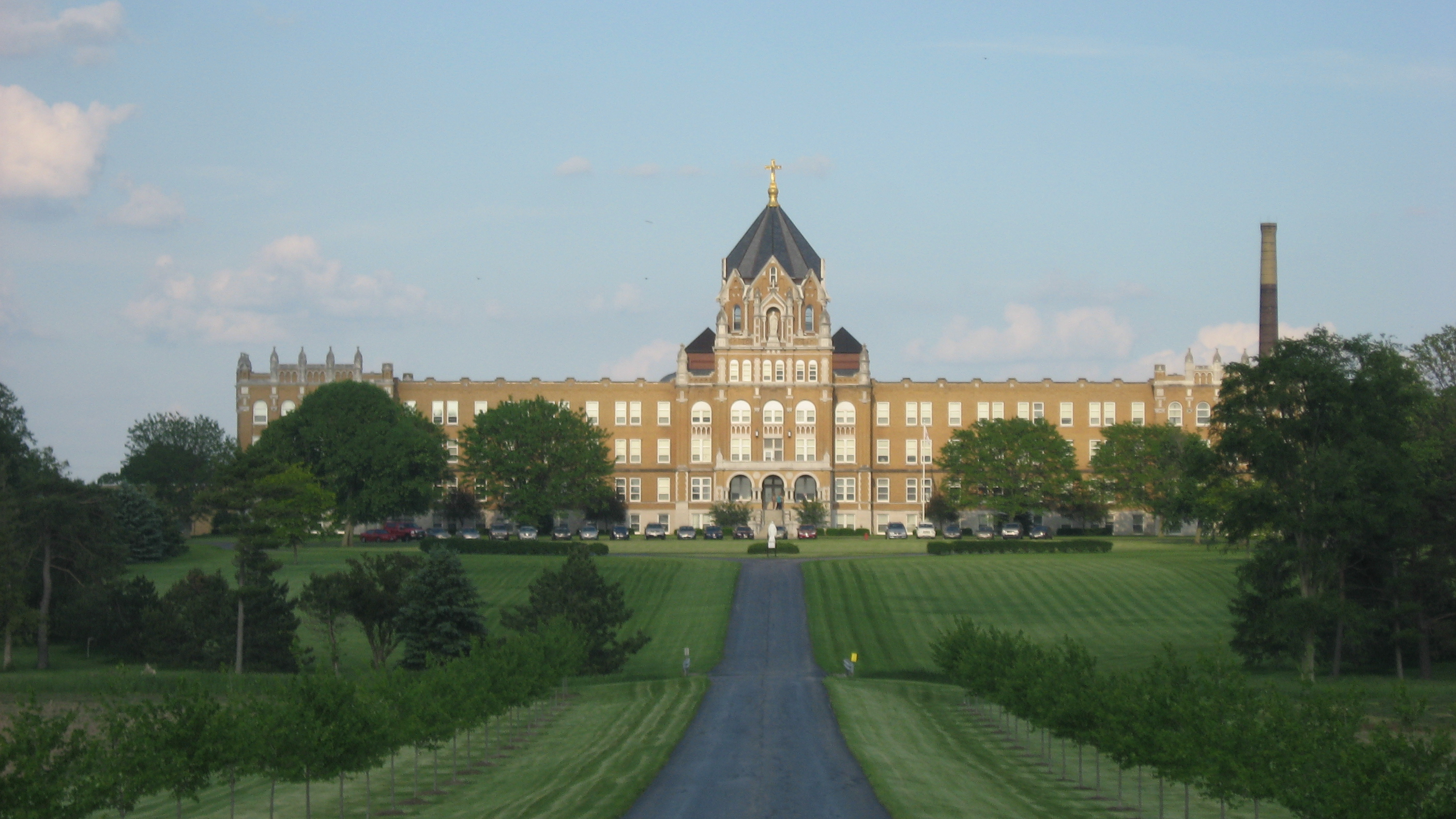
El Saint Charles Center al atardecer.

Carthagena (pronunciado [ˌkɑrθəˈdʒiːnə]) es un área no incorporada del condado de Mercer, Ohio (Estados Unidos). Tiene una elevación de 277 metros (909 pies) y está localizada en 40°26′12″N 84°33′36″O / 40.43667, -84.56000.
El Saint Charles Center, originalmente Saint Charles Seminary, operado por los Misioneros de la Preciosísima Sangre (CPPS), se encuentra en Carthagena.
Carthagena debe su nombre a la ciudad española de Cartagena.